# لاباو
لاباو هو لاعب كرة قدم برازيلي في مركز الدفاع، ولد في 21 يونيو 1972 في تيوفيلو أوتوني في البرازيل. لعب مع سيريزو أوساكا.

## وصلات خارجية
- لاباو على موقع قاعدة بيانات كرة القدم.إي يو (الإنجليزية)
- لاباو على موقع عالم كرة القدم.نت (الإنجليزية)